# Лакшарська Нова Весь
Лакшарська Нова Весь (словац. Lakšárska Nová Ves) — село, громада округу Сениця, Трнавський край. Кадастрова площа громади — 36.93 км².
Населення 1146 осіб (станом на 31 грудня 2020 року). Поруч протікає Лакшарський потік.

## Історія
Лакшарська Нова Весь згадується 1296 року.

## Населення
| Рік:            | 1994. | 2004.   | 2014.   | 2024.   |
| --------------- | ----- | ------- | ------- | ------- |
| Кількість осіб: | 996   | 1025    | 1077    | 1099    |
| Різниця:        |       | +2,91 % | +5,07 % | +2,04 % |

| Рік:            | 2023. | 2024.   |
| --------------- | ----- | ------- |
| Кількість осіб: | 1103  | 1099    |
| Різниця:        |       | -0,36 % |